# Cochlospermum
Cochlospermum es un género de plantas con 36 especies, antiguamente perteneciente a la familia Cochlospermaceae, pues algunas clasificaciones, entre ellas el Sistema de clasificación APG III, emplazan el género en la familia  Bixaceae.

## Descripción
Son árboles o arbustos, que alcanzan un tamaño de 3–15 m de alto. Hojas con 5–7 lobos elípticos a oblongos, acuminadas, subenteras a serradas, glabras o pubescentes en el envés. Panícula terminal amplia, flores actinomorfas, 8–12 cm de ancho; pétalos ampliamente obovados, emarginados, amarillos; ovario 1-locular, con 5 placentas parietales. Cápsula suberecta a colgante, ampliamente ovada a obovada umbilicada, valva exterior de color café obscuro, gris o verdoso, afelpada o glabra, valva interna de color ocre a crema, glabra; semillas reniformes con tricomas blancos gosipinos.

## Taxonomía
El género fue descrito por Carl Sigismund Kunth  y publicado en Nova Genera et Species Plantarum (quarto ed.) 5: 297. 1821[1822]. La especie tipo es: Cochlospermum religiosum (L.) Alston. 

## Especies seleccionadas
- Cochlospermum gillivraei
- Cochlospermum gregorii
- Cochlospermum insigne
- Cochlospermum orinocense
- Cochlospermum religiosum
- Cochlospermum regium
- Cochlospermum vitifolium